# Tajemství železnic
Tajemství železnic je dokumentární cyklus České televize, který se zabýval historií železničních staveb a to jak existujících/unikátních, tak i zaniklých či ohrožených. Vše je doplněno komentáři odborníků, historiků a pamětníků. Pořadem provázel Martin Dejdar. Celý cyklus odstartoval 26. ledna 2013 dílem o Janu Pernerovi.

## Jednotlivé díly
| Pořadí | Název dílu                         | Nádraží                                                         | Další místa/události | Archiv ČT |
| ------ | ---------------------------------- | --------------------------------------------------------------- | --- | --------- |
| 1      | Osudným tunelem Jana Pernera       | Chrast u Chrudimi město, Ústí nad Orlicí, Ústí nad Orlicí město | Bouda, Choceňský tunel, Nehoda u Stéblové, Sebranická železnice | spustit   |
| 2      | Vlakem po Praze                    | Praha hlavní nádraží, Těšnov                                    | Most inteligence, Negrelliho viadukt, Pražský Semmering, Orient-Express | spustit   |
| 3      | Vlakem na dno Želivky              | Braník                                                          | Posázavský pacifik, Solvayovy lomy, Viadukt Žampach, VN Švihov, Zásmucká zahradní železnice, Železniční muzeum Lužná u Rakovníka                                                                   | spustit   |
| 4      | Projížďka „továrnou na smrt“       | Brno hlavní nádraží                                             | Ivančický viadukt, Kolem po kolejích ke kanálu, Lednicko-valtický areál, Most Míru, Továrna Diana                                                                                                  | spustit   |
| 5      | Osoblažkou po slezské Hané         | Horní Lipová, Ramzová                                           | Jezernický viadukt, Mladějovská průmyslová dráha, Muzeum Slezského Semmeringu, Slavíčský tunel, Slezský Semmering, Úzkokolejka u Třemešné                                                          | spustit   |
| 6      | S Cimrmanem do Kaprounu            | Kaproun, Kubova Huť, Nové Údolí                                 | Bechyňská duha, Železniční trať Tábor–Bechyně, Jindřichohradecké místní dráhy, Muzeum koněspřežky, Železniční hraniční přechod Stožec–Haidmühle, Železniční trať Jindřichův Hradec – Nová Bystřice | spustit   |
| 7      | Vlakem za železnou oponu           | Plzeň-zastávka, Železná Ruda-Alžbětín                           | Bezdružická lokálka, Muzeum drezín Čachrov, Pňovanský most, Radnická uhelná dráha, Špičácký tunel, Viadukt v Chrástu                                                                               | spustit   |
| 8      | Krušnohorským Semmeringem do Saska |                                                                 | Krušnohorský Semmering, Moldavská horská dráha, Muzejní úzkorozchodná dráha Kateřina, Železniční trať Křimov – Reitzenhein, Železniční trať Nové Sedlo u Lokte - Loket                             | spustit   |
| 9      | Zubačkou do Krkonoš                | Litoměřice dolní nádraží                                        | Kořenovská zubačka, Litoměřický tunel, Muzeum ozubnicové dráhy, Parní vodárna ve Střekově, Terezínská vlečka, Zubrnická museální železnice, Železniční trať Frýdlant v Čechách - Heřmanice         | spustit   |